# Ваке (Каспский муниципалитет)
Ваке (груз. ვაკე) — село в Грузии, на территории Каспского муниципалитета края (мхаре) Шида-Картли.

## География
Село находится в центральной части Грузии, к востоку от реки Лехуры, на расстоянии приблизительно 8 километров (по прямой) к северо-северо-западу от города Каспи, административного центра муниципалитета. Абсолютная высота — 953 метра над уровнем моря.

## Население
По результатам официальной переписи населения 2014 года, в Ваке проживало 86 человек (46 мужчин и 40 женщин). В национальной структуре населения осетины составляли 67,4 %, грузины — 32,6 %.
| Год  | Население, человек |
| ---- | ------------------ |
| 2002 | 116                |
| 2014 | ↘ 86               |